# Ralph Allen (football)
Pour les articles homonymes, voir Ralph Allen et Allen.
Ralph Slack Littlewood Allen dit Petit bois (né le 30 juin 1906 à Newburn dans le Tyne and Wear et mort le 9 mai 1981) est un joueur de football anglais qui évoluait au poste d'attaquant.

## Palmarès
| Brentford - Championnat d'Angleterre D3 (1) : - Champion : 1932-33 (Sud). |  | Charlton Athletic - Championnat d'Angleterre D3 (1) : - Champion : 1934-35 (Sud). - Meilleur buteur : 1934-35 (32 buts). |